# Mesene semiradiata
Mesene semiradiata är en fjärilsart som beskrevs av Felder 1865. Mesene semiradiata ingår i släktet Mesene och familjen Riodinidae. Inga underarter finns listade i Catalogue of Life.